# Motilla 'El Retamar'
La motilla del Retamar es referente del Bronce de La Mancha, uno de los complejos culturales principales de la península ibérica durante la Edad del Bronce.
La motilla de El Retamar tiene 58 m de diámetro y una superficie de 2990 m². Se situó en el Alto Guadiana, sobre el mismo cauce del río, a menos de dos kilómetros de la motilla de Santa María. Se trata de un entorno con alta densidad de asentamientos de la Edad del Bronce. La localización de El Retamar no es explicable en clave defensiva, ni tampoco se primó una buena visibilidad, dado que se encuentra en una cota dominada por las dos terrazas fluviales aledañas. En otras motillas esta situación es similar; por ejemplo, El Acequión tampoco está en llano, sino hundida en medio de la llanura, en el fondo de la cubeta natural que forma la laguna homónima; no controla visualmente su entorno y sus cotas resultan dominadas desde los bordes de la laguna. 
La ubicación de la motilla estuvo condicionada por el Evento Climático 4.2 cal ka BP; una sequía extrema, que habría hecho desaparecer los principales cursos fluviales de la región manchega, con un progresivo descenso de las precipitaciones desde el 2200 a. C. Como respuesta a este cambio en las condiciones medioambientales los habitantes de La Mancha habrían construido las motillas allá donde las aguas subterráneas resultaban más accesibles con tecnología prehistórica, desarrollando un conjunto de infraestructuras hidráulicas para explotación del acuífero y el mantenimiento de recursos subsistenciales básicos (agua, cereal, ganado), en un momento de fuerte tensión social y estrés ambiental.  Este cambio medioambiental parece haber sido más marcado en las regiones mediterráneas, pero tuvo respuestas diversas en Europa, con incremento de las nevadas y de las inundaciones en Centro y Este de Europa.

## Investigaciones arqueológicas desarrolladas
Las excavaciones arqueológicas en la motilla de El Retamar se han desarrollado en dos etapas:
La primera etapa (Etapa I) consistió en seis campañas de excavaciones entre los años 1984 y 1991, dirigidas por Catalina Galán Saulnier (Universidad Autónoma de Madrid) con la codirección, en las cuatro primeras campañas, de Rosario Colmenarejo Hernández. De estos trabajos surgieron dos artículos de síntesis y algunas publicaciones especificas sobre la producción alfarera local, las actividades económicas, industrial líticas y armas metálicas. Posteriormente destacan varios trabajos generales sobre la motilla de El Retamar.
La segunda etapa de trabajos arqueológicos en la motilla de El Retamar (Etapa II) se ha desarrollado bajo la dirección del profesor Dr. Luis Benítez de Lugo Enrich (Universidad Complutense de Madrid). Comenzó en 2014, con una serie de trabajos topográficos y geofísicos (tomografía eléctrica y georradar) sobre el yacimiento. Durante los meses de septiembre y octubre de 2019 se realizaron labores de limpieza y retirada de escombros, en paralelo al comienzo de labores de conservación y a los estudios hidrogeológicos del sitio. En 2021 se desarrolló una tercera campaña de un mes, continuando los trabajos iniciados y ampliando las prospecciones geofísicas (georradar y magnetometría) a los alrededores de la motilla. En 2022 se acometió la primera campaña de restauración de esta motilla.

## Hallazgos destacados
El nivel de habitación existente en el Corte A es el único espacio habitable descrito en esta motilla y tiene tan solo tiene 31,1 m2. En un lugar de esas dimensiones pueden vivir una o unas pocas personas, pero no tiene las dimensiones de lo que se entiende por un poblado.  Este espacio fue dividido durante las campañas de la Etapa I en dos áreas claramente definidas: Área A (al norte y noroeste del Corte A) y Área B. En el Área B se documentaron un suelo de tierra apisonada bajo una concentración de cerámicas, un horno, restos de semillas carbonizadas y un banco corrido.
En el Corte A se encontró una alabarda de clara tipología argárica, caracterizada por una hoja con nervadura central,  amplia placa de enmangue y dos remaches.Uno de ellos se encuentra aún in situ, aunque ha sufrido pérdida de materia en uno de sus extremos, observándose un espacio hueco debido a la pérdida del propio metal por corrosión. El otro remache ha desaparecido casi completamente ya que  se conserva cierta materia dentro del agujero de perforación. En los bordes de fractura se pueden diferenciar los productos de corrosión de forma laminar, especialmente la existencia de cloruros, principales agentes destructores del metal en forma de cúmulos pulverulentos color turquesa intenso, entremezclados con carbonatos y cuprita (pátina del metal), de color más rojizo. También se observa el núcleo metálico, de color negro. La superficie de la cara A presenta una cubrición heterogénea formada por concreciones derivadas de procesos de corrosión, de colores predominantemente verdosos y azulados, mezclados con tierras que forman capas finas. La cara B presentaba acumulaciones mayores de tierras, que parecen incluso más compactas. En ambas caras se han documentado adheridos restos de carbón vegetal, especialmente en la cara B, así como madera carbonizada conservada del enmangue bajo capas de carbonatos, una muestra de la cual ha sido datada. La de El Retamar es la única alabarda documentada hasta el momento en toda la Cultura de las Motillas. La opción más probable de procedencia del metal es la de las minas del distrito de Linares. A partir de los restos de madera del enmangue se ha realizado una datación radiocarbónica (Beta-591414, 3590±30, 2010-1895 cal BC 68% de probabilidad) que sitúa cronológicamente a la alabarda en el primer siglo del segundo milenio cal BC.